# Callender (Iowa)
Pour les articles homonymes, voir Callender.
Callender est une ville, du comté de Webster en Iowa, aux États-Unis.

## Source de la traduction
- (en) Cet article est partiellement ou en totalité issu de l’article de Wikipédia en anglais intitulé « Callender, Iowa » (voir la liste des auteurs).